# Metazygia crabroniphila
Metazygia crabroniphila là một loài nhện trong họ Araneidae.
Loài này thuộc chi Metazygia. Metazygia crabroniphila được Embrik Strand miêu tả năm 1916.